# پتش
پتش (به چکی: Peč) یک منطقهٔ مسکونی در جمهوری چک است که در ناحیه ییندریخوف هرادتس واقع شده‌است. پتش ۱۸٫۱۷ کیلومتر مربع مساحت و ۳۹۳ نفر جمعیت دارد و ۴۸۱ متر بالاتر از سطح دریا واقع شده‌است.